# Mastaura (Carie)
Mastaura (grec ancien : Μάσταυρα) est une petite ville du nord de la Carie, qui, sous l' Empire romain était incorporée à la province d'Asie .
Il ne faut pas la confondre avec la ville de Mastaura en Lycie.

## Localisation
Mastaura est située au nord de l'ancienne Carie, au pied du mont Messogis, sur la petite rivière Chrysaoras, entre Tralles et Tripolis,. Certaines sources parlent de la ville comme appartenant à l'origine à la Lydie, un royaume dans lequel Crésus (560-546 av. J.-C.) a brièvement incorporé la Carie,.
Pline l'Ancien mentionne la ville comme dépendante d'Éphèse, la capitale provinciale et donc comme appartenant à son époque (Ier siècle apr. J.-C.) à la province romaine d'Asie. Le géographe Strabon mentionne la ville comme étant dans la vallée du fleuve Méandre.
Le site est situé près de l'actuelle Mastavra en Anatolie. Le 16 octobre 1836, William Hamilton visite ses ruines, alors envahies d'arbres, de broussailles et de ronces.

## Archéologie
En 2021, des travaux de nettoyage archéologique révèlent l'existence d'un vaste amphithéâtre ovale à Mastaura. Daté des environs de 200 ap. J.-C., son arène centrale faisait 40 mètres sur 30, avec une hauteur maximale des murs d'environ 25 mètres. Les fouilleurs estiment qu'il pouvait accueillir entre 15 000 et 20 000 spectateurs.

## Monnayage
Mastaura a eu un atelier monétaire; certaines de ses pièces sont conservées,.

## Évêché
D’après Michel Le Quien, on connaît quatre évêques pour la ville. Théodose était présent au Concile d'Éphèse en 431 et au Deuxième concile d'Éphèse en 449. Son remplaçant, Sabatius, a demandé à l’évêque Hesperius de Pitanae de le représenter au Concile de Chalcédoine en 451. Théodore a participé au troisième concile de Constantinople en 680. Enfin, Constantin était au deuxième concile de Nicée en 787. A ces quatre personnalités, on peut ajouter un Baanes qui était au quatrième concile de Constantinople (879), mais on ne sait pas s'il était évêque de Mastaura en Asie ou de Mastaura en Lycie.
N'étant plus un évêché résidentiel, Mastaura en Asie est aujourd'hui répertoriée par l' Église catholique comme siège titulaire.

## Communauté juive
La genizah du Caire conserve un acte de mariage de Mastaura, qui date de 1022.